# Uwe Dünkel
Uwe Dünkel (* 3. November 1960 in Gera) ist ein ehemaliger Leichtathlet aus der DDR, der sich auf das Gehen spezialisiert hatte.

## Sportliche Karriere
Uwe Dünkel ging für den TSC Berlin an den Start. Er nahm 1980 an den Olympischen Spielen in Moskau im 50-km-Gehen teil, wurde aber disqualifiziert. Insgesamt startete er fünfmal im Nationaltrikot.
Am 18. Juli 1981 ging er bei den DDR-Meisterschaften 1981 in Berlin-Wuhlheide in 3:45:51 Stunden einen neuen DDR-Rekord und gewann den Meistertitel vor Hartwig Gauder. Seine Bestleistung von 1:21:48 Stunden im 20-km-Gehen erzielte Dünkel am 29. Mai 1983 in Ost-Berlin. Außer über 50 Kilometer stellte Dünkel auch DDR-Rekorde über 25 Kilometer, 30 Kilometer und 35 Kilometer auf.